# Martina Capurro Taborda
Martina Capurro Taborda (* 4. Dezember 1997) ist eine argentinische Tennisspielerin.

## Karriere
Capurro Taborda begann mit drei Jahren das Tennisspielen und bevorzugt Hartplätze. Sie spielt vor allem auf der ITF Women’s World Tennis Tour, wo sie bislang acht Titel im Einzel und sechs im Doppel gewinnen konnte.

## Turniersiege

### Einzel
| Nr. | Datum          | Turnier       | Kategorie | Belag             | Finalgegnerin       | Ergebnis       |
| --- | -------------- | ------------- | --------- | ----------------- | ------------------- | -------------- |
| 1.  | 1. Mai 2022    | São Paulo     | ITF W15   | Sand              | Nadine Keller       | 6:1, 6:3       |
| 2.  | 15. Mai 2022   | São Paulo     | ITF W15   | Sand              | Noelia Zeballos     | 2:6, 6:3, 6:0  |
| 3.  | 25. Juni 2023  | Santo Domingo | ITF W25   | Sand              | Leonie Küng         | 6:2, 6:4       |
| 4.  | 2. Juli 2023   | Santo Domingo | ITF W25   | Sand              | Gergana Topalowa    | 3:6, 6:0, 6:0  |
| 5.  | 9. Juli 2023   | Punta Cana    | ITF W25   | Sand              | Jekaterina Makarowa | 1:6, 6:4, 6:4  |
| 6.  | 30. Juli 2023  | Bragado       | ITF W25   | Sand              | Solana Sierra       | 6:4, 6:1       |
| 7.  | 6. August 2023 | Junín         | ITF W25   | Sand              | Solana Sierra       | 3:6, 7:62, 6:1 |
| 8.  | 18. Mai 2025   | Trelew        | ITF W15   | Hartplatz (Halle) | Victoria Bosio      | 3:6, 6:2, 6:1  |

### Doppel
| Nr. | Datum              | Turnier   | Kategorie | Belag             | Partnerin                 | Finalgegnerinnen                              | Ergebnis          |
| --- | ------------------ | --------- | --------- | ----------------- | ------------------------- | --------------------------------------------- | ----------------- |
| 1.  | 13. Juli 2019      | Tabarka   | ITF W15   | Sand              | Yuliana Lizarazo          | Diana Chehoudi Noa Liauw a Fong               | 6:2, 6:1          |
| 2.  | 30. April 2022     | São Paulo | ITF W15   | Sand              | Fernanda Labraña          | Fernanda Astete Marian Gomez Pezuela Cano     | 6:2, 6:1          |
| 3.  | 7. Mai 2022        | Curitiba  | ITF W15   | Sand              | Fernanda Labraña          | Ana Filipa Santos Noelia Zeballos             | 6:1, 6:4          |
| 4.  | 14. Mai 2022       | São Paulo | ITF W15   | Sand              | Fernanda Labraña          | Romina Ccuno Noelia Zeballos                  | 7:61, 3:6, [10:7] |
| 5.  | 30. September 2023 | Lujan     | ITF W25   | Sand              | Fernanda Labraña          | Nicole Fossa Huergo Luisa Meyer auf der Heide | 6:2, 7:5          |
| 6.  | 17. Mai 2025       | Trelew    | ITF W15   | Hartplatz (Halle) | Marian Gómez Pezuela Cano | Luciana Moyano Camila Romero                  | 6:0, 7:67         |